# NGC 2979
NGC 2979 је спирална галаксија у сазвежђу Секстант која се налази на NGC листи објеката дубоког неба.
Деклинација објекта је - 10° 22' 59" а ректасцензија 9h 43m 8,6s. Привидна величина (магнитуда) објекта NGC 2979 износи 12,7 а фотографска магнитуда 13,6. NGC 2979 је још познат и под ознакама NGC 3050, MCG -2-25-12, IRAS 09407-1009, PGC 27795.